# Oxytropis litwinowii
Oxytropis litwinowii är en ärtväxtart som beskrevs av Boris Fedtjenko. Oxytropis litwinowii ingår i släktet klovedlar, och familjen ärtväxter. Inga underarter finns listade i Catalogue of Life.